# Río Perené
Le río Perené est une rivière du Pérou qui appartient au bassin amazonien et un affluent du río Tambo qui est une des deux branches mères de l'Ucayali.

## Géographie
Il naît à la confluence du río Chanchamayo et du río Paucartambo (10° 57′ 06″ S, 75° 17′ 00″ O), à 15 km en amont de la localité de Perené (région de Junín) et à 650 m au-dessus du niveau de la mer. Le río Chanchamayo est le plus important par son débit et la surface de son bassin, mais le río Paucartambo est le plus long.
La rivière coule vers le sud-est et a une longueur de 145 km, 280 en comptant le río Paucartambo. Il s'agit d'une rivière abondante eu égard à sa modeste longueur.
Le río Perené rejoint le río Ene à 10 km en aval de Puerto Ocopa (11° 09′ 54″ S, 74° 14′ 03″ O). Le río Ene vire alors à angle droit pour suivre la même direction que le río Perené, et change son nom en río Tambo jusqu'au confluent avec le río Urubamba qui donne naissance à l'Ucayali.

## Principaux affluents
- Río Chanchamayo (125 km, 9 500 km2, 200 m3/s, branche mère est)
- Río Paucartambo (130 km, 3 300 km2, 110 m3/s, branche mère sud)
- Río Satipo (110 km, 4 400 km2, 120 m3/s)